# Razor 1911
Razor 1911是一个Warez（盜版軟件）製作團體，1985年在挪威成立。成立時名为Razor 2992，後來改名Razor 1911。原本Razor 1911是一個演景团体，1987年进军盗版软件（软件破解）领域，當時康懋達64上的一些軟件被Razor 1911成功破解。1992年 ，Razor 1911退出演景領域，此後一直從事軟件破解。